# Oscar Campos Contreras
Oscar Armando Campos Contreras (Guadalajara, México, 18 de setembro de 1947) é um clérigo mexicano e bispo católico romano de Ciudad Guzmán.
Oscar Campos Contreras recebeu o Sacramento da Ordem em 27 de dezembro de 1978 pela Diocese de Tuxtla Gutiérrez.
Em 23 de maio de 2006, o Papa Bento XVI o nomeou bispo titular de Summa e nomeou-o bispo auxiliar em Antequera. O Arcebispo de Antequera, José Luis Chávez Botello, o consagrou em 12 de julho do mesmo ano; Os co-consagradores foram o Arcebispo de Acapulco, Felipe Aguirre Franco, e o Bispo de Tuxtla Gutiérrez, Rogelio Cabrera López. 
Em 2 de fevereiro de 2010, Bento XVI o nomeou ao Bispo de Tehuantepec. A posse ocorreu em 23 de março do mesmo ano.
Em 25 de setembro de 2017, o Papa Francisco o nomeou Bispo de Ciudad Guzmán.